# Lijst van Onafhankelijken
De Lijst van Onafhankelijken (Duits: Landesring der Unabhängigen, Frans: Alliance des Indépendants, Italiaans: Anello degli Indipendenti), was een Zwitserse links-liberale politieke partij die van 1936 tot 1999 bestond.

## Geschiedenis
De LdU/AdI werd opgericht door Gottlieb Duttweiler, de stichter van de Migros (thans een bekend supermarktenketen). Duttweiler en gelijkgestemden waren tegenstanders van het conservatieve en gesloten politieke klimaat in Zwitserland in de jaren 30 van de 20e eeuw. Zij streefden naar openheid, verwierpen het antisocialisme van de regeringspartijen (Vrijzinnig Democratische Partij, Christendemocratische Volkspartij) en wilden de belangen van de arbeiders en consumenten behartigen. In september 1935 ontstond de politieke vereniging LdU/AdI die bij de verkiezingen van 1935 7 zetels verwierf in de Nationale Raad (tweede kamer federaal parlement). Vijf zetels verwierf de lijst in het kanton Zürich, een in het kanton Bern en een in het kanton Sankt Gallen. Op 30 december 1936 werd de LdU/AdI omgevormd tot een politieke partij. Duttweiler werd tot eerste voorzitter (Landesobmann) van de LdU/AdI gekozen.
Bij de verkiezingen van 1939 verkreeg de LdU/AdI 9 zetels. In 1943 scheidde de rechtervleugel van de LdU/AdI zich als Unabhängig-freie Liste (Onafhankelijke Vrije Lijst) af. Twee leden van de LdU/AdI in de Nationale Raad sloten zich bij de Unabhängig-freie Liste aan, waarna het aantal LdU/AdI'ers in de Nationale Raad op 7 kwam. Bij de verkiezingen van 1943 keerde Duttweiler, die in 1940 uit onvrede over de pro-Duitse rede van bondspresident Marcel Pilet-Golaz als parlementslid was afgetreden, in de Nationale Raad terug.
Onder Duttweilers leiding kreeg de LdU/AdI geen vaste voet aan de grond in de Franstalige, Italiaanstalige en Oost-Zwitserse kantons en bleef alleen een belangrijke partij in de West-Zwitserse, Duitstalige kantons (met uitzondering van het kanton Luzern). Na de vervanging van Duttweiler als voorzitter door Rudolf Suter kwam hier geen verandering in. Onder Suter en diens opvolgers kreeg de LdU/AdI wel een ideologie. Tot de jaren zestig was de ideologie van de LdU/AdI nogal vaag, maar in de jaren zestig kreeg de LdU/AdI een sociaal-liberale ideologie. De LdU/AdI presenteerde zich als een partij van gematigd links, tussen de Sociaaldemocratische Partij van Zwitserland (SP/PS) en de burgerlijke partijen (FDP/PRD/PLR, Zwitserse Volkspartij en CVP/PDC/PPD) in. Bij verkiezingen van 1967 boekte de LdU/AdI haar grootste overwinning ooit: De LdU/AdI verkreeg 16 zetels in de Nationale Raad en één zetel in de Kantonsraad (eerste kamer federaal parlement). Hierna ging het steeds slechter met de LdU/AdI. De partij verloor telkens zetels in de Nationale Raad (maar wist zich, met uitzondering van 1979 en 1983 met één zetel te handhaven in de Kantonsraad).
De partij presenteerde zich als links-liberale en ecologische partij. In 1982 ontstonden er wrijvingen tussen groene vleugel en de socialistische/links-liberale vleugel van de LdU. De ecologische vleugel kreeg de overhand, waarna veel sociaal-liberalen de partij verlieten. Als gevolg hiervan ging de LdU/AdI electoraal gezien nog verder achteruit. De opkomst van de Groene Partij van Zwitserland (GPS) droeg hieraan bij. In de jaren 90 keerde de LdU/AdI weer terug tot het sociaal-liberale gedachtegoed. Deze maatregel, bedoeld als redmiddel voor de LdU/AdI, haalde niets uit. In 1994 werd de LdU/AdI-afdeling in het kanton Luzern (waar de partij overigens altijd weinig aanhang had) opgeheven; in april 1996 werd de LdU/AdI-afdeling in het kanton Basel-Landschaft opgeheven en in oktober 1998 werd de LdU/AdI-afdeling in de stad Bern opgeheven.

### Opheffing
In mei 1999 werd de partij omgevormd tot Liste der Unabhängigen (Lijst van Onafhankelijken). Ondanks de naamswijziging en de terugkeer tot de sociaal-liberale ideologie leed de partij een nederlaag bij de verkiezingen in de herfst van 1999. De partij verkreeg maar één zetel in de Nationale Raad en verloor haar zetel in de Kantonsraad. Tijdens een bijzondere partijdag in Aarau kanton Sankt Gallen) op 4 december 1999 werd besloten tot opheffing van de LdU/AdI.

## Ideologie
In de beginjaren, onder voorzitter Gottlieb Duttweiler, kende de LdU/AdI geen vastomschreven ideologie. Dit leidde soms tot verwarring, onder andere in 1943 toen de rechtervleugel van de LdU/AdI zich als Unabhängig-freie Liste (Onafhankelijke Vrije Lijst) af. Pas na het aftreden van Duttweiler (1962) vormde de partij zich om tot een sociaal-liberale partij. Het feit dat de LdU/AdI zich duidelijk uitsprak als sociaal-liberale partij leidde aanvankelijk tot grote electorale successen in de jaren zestig. In de jaren 80 kreeg de ecologische vleugel de overhand, hetgeen leidde tot vertrek van veel sociaal-liberaal en socialistisch ingestelde partijleden. In de jaren 90 keerde de LdU/AdI weer terug tot haar sociaal-liberale gedachtegoed.

## Voorzitters
| Persoon             | Periode     | Kanton           |
| ------------------- | ----------- | ---------------- |
| Gottlieb Duttweiler | 1936 - 1962 | Zürich           |
| Rudolf Suter        | 1962 - 1973 | Bazel-Stad       |
| Claudius Alder      | 1973 - 1978 | Basel-Landschaft |
| Walter Biel         | 1978 - 1985 | Zürich           |
| Franz Jäger         | 1985 - 1992 | Sankt Gallen     |
| Monika Weber        | 1992 - 1996 | Zürich           |
| Daniel Andres       | 1996 - 1998 | Bern             |
| Anton Schaller      | 1999        | Zürich           |

## Verkiezingsresultaten1935-1999
| Zetelverdeling 1935-1999 | Zetelverdeling 1935-1999 | Zetelverdeling 1935-1999 |
| Jaar                     | Nationale Raad           | Kantonsraad              |
| ------------------------ | ------------------------ | ------------------------ |
| 1935                     | 7                        | 0                        |
| 1939                     | 9                        | 0                        |
| 1943                     | 7                        | 0                        |
| 1947                     | 8                        | 0                        |
| 1951                     | 10                       | 0                        |
| 1955                     | 10                       | 0                        |
| 1959                     | 10                       | 0                        |
| 1963                     | 10                       | 0                        |
| 1967                     | 16                       | 1                        |
| 1971                     | 13                       | 1                        |
| 1975                     | 11                       | 1                        |
| 1979                     | 8                        | 0                        |
| 1983                     | 9                        | 0                        |
| 1987                     | 9                        | 1                        |
| 1991                     | 5                        | 1                        |
| 1995                     | 3                        | 1                        |
| 1999                     | 1                        | 0                        |